# Урваши
Урва́ши, или Урваси (IAST: Urvaśī), — апсара, описываемая в индуистских текстах и легендах. Урваши служила при дворе Индры и была самой прекрасной из всех апсар. Она стала женой древнеиндийского правителя Лунной династии Пурураваса. Урваши упоминается в ведическом тексте «Шатапатха-брахмане» 11.5.1, а также в заключительной 36 главе «Натьяшастры» и является героиней пьесы «Викраморваши» авторства великого индийского поэта и драматурга Калидасы. Урваши вечно юна и необыкновенно прекрасна, но одновременно с этим — неуловима. Она — источник как великой радости, так и больших страданий.
Существует несколько вариантов легенд о рождении Урваши. Наиболее известная из них описывается в «Бхагавата-пуране». Однажды, риши-близнецы Нара-Нараяна медитировали в святом месте паломничества Бадринатхе в Гималаях. Долгая медитация и суровые аскезы, проводимые мудрецами, обеспокоили девов, которые опасались, что таким образом Нара-Нараяна скоро получат божественные силы и станут равными им по могуществу. Намереваясь прервать их медитацию, пробудив в их сердце вожделение, царь девов Индра подослал к мудрецам двух прекраснейших апсар с небесных планет. При виде небесных куртизанок, Нараяна сорвал цветок, положил его себе на бедро и с помощью своего мистического могущества превратил его в прекрасную апсару Урваши. Своей красотой она полностью затмила двух апсар, подосланных Индрой. В великом стыде апсары вернулись в небесную обитель Индры. Вместе с ними в подарок Индре Нараяна отправил и Урваши, которая стала самой главной апсарой при его дворе.
Согласно одной из легенд, однажды, увидев прекрасную Урваши, Митра и Варуна извергли семя, которое они сохранили в глиняном горшке. Из этого горшка впоследствии родились двое мудрецов: Агастья и Васиштха.